# Кентърбърийска катедрала
Катедралата в Кентърбъри е централният архиепископски храм на англиканската църква който се намира в град Кентърбъри в английското графство Кент.

## История
Днешната Кентърбърийска катедрала е някога най-свещеното място за поклонение в Англия и Северна Европа.
През 1170 г. тук се разиграва една от най-важните случки в английската история – архиепископът Томас Бекет e жестоко убит в северозападния напречен кораб (трансепт) на катедралата от 4-ма рицари на Хенри II. Той е канонизиран 3 години по-късно, което насърчава разкайващия се Хенри II да утвърди катедралата като център на английското християнство.
Една от първите големи сгради в Англия, използващи новия готически стил, е Кентърбърийската катедрала. Пожар унищожава предимно романския хор през септември 1174 г. и водещи архитекти от Англия и Франция са поканени да предложат планове за реконструкцията му. Победителят в това състезание е френския майстор строител, Уилям от Санс, участвал в изграждането на катедралата Санс, първата завършена готическа катедрала във Франция. 
Много ограничения са наложени на Уилям от Санс от монасите, които управляват катедралата. Не му е позволено да замени изцяло норманската църква и трябва да постави новата си структура върху старата крипта и в оцелелите външни нормански стени. Въпреки това той постигна поразително оригинална структура, показваща елементи, вдъхновени от Нотр Дам дьо Пари и катедралата Лаон. Следвайки френския модел, той използва шест частични ребрени сводове, заострени арки, поддържащи колони с издълбана декорация от листа, заострени арки и полукръгъл амбулаторий. Други елементи обаче са чисто английски, като например използването на тъмен пърбек мрамор за създаване на декоративни контрасти с бледия камък, донесен от Нормандия. 
- катедралата (1174 – 1184) – интериор
- Витражи на параклис „Света троица“, Кентърбърийска катедрала

## Стъклописи
Катедралата е прочута със своите забележителни стъклописи от 12 и 13 век. Голяма част от нея е разрушена през 1942 година по време на бомбардировките през Втората световна война, но местните жители свалят стъклата за съхранение (поставените на тяхно място стъкла са унищожени, но самата катедрала остава невредима). Днес отново могат да бъдат видени оригиналните стъклописи. За най-важни са смятани тези в Големия западен прозорец, Библейските прозорци и Чудните прозорци.
Архиепископът на Кентърбъри е най-високопоставеният духовник в Англиканската църква.